# Филиппины на летних Олимпийских играх 1956
Филиппины принимали участие в Летних Олимпийских играх 1956 года в Мельбурне (Австралия) в седьмой раз за свою историю, но не завоевали ни одной медали. Сборную страны представляло 39 спортсменов, в том числе 4 женщины.